# Edificio portineria Dalmine
Lo stabilimento Dalmine è situato in via Dorsale, nella zona industriale di Massa.

## Storia
Lo stabilimento della società Dalmine è uno dei principali impianti produttivi che vengono ad insediarsi nella Zona Industriale Apuana istituita nel 1938 tra i comuni di Massa e Carrara.
Lo stabilimento industriale occupa un lotto prospiciente la via Dorsale nella città di Massa.
La sua costruzione ha inizio nel 1939 ad opera della Innocenti S.a.f.t.a. - società anonima fabbricazione tubi acciaio - per la produzione di tubi in acciaio senza saldatura utilizzati per realizzare metanodotti, oleodotti e per l'estrazione del petrolio. La società Dalmine di Bergamo partecipa alla sua costruzione con il 50% del capitale.
Completato nel 1942 lo stabilimento di Apuania entrerà parzialmente in funzione l'anno successivo, gestito unicamente dalla Dalmine, ma nel 1945 sarà colpito dai bombardamenti bellici e smantellato dalle truppe tedesche. Nel 1948 vengono ricostruiti i capannoni danneggiati e nel dicembre dello stesso anno il complesso industriale viene inaugurato.
L'edificio portineria, posto all'ingresso dell'area produttiva, viene realizzato nel 1940 su progetto dell'architetto Giovanni Greppi, che per la stessa società era già stato impegnato nella progettazione di diverse opere.

## Descrizione
Si tratta di un blocco a prevalente sviluppo longitudinale a due piani fuori terra. L'androne posto in posizione baricentrica è segnalato da due corpi in aggetto interamente vetrati che contengono i vani scala. Nelle due ali laterali si distribuiscono gli uffici amministrativi.
I prospetti esterni presentano un rivestimento a cortina di mattoni in laterizio con cornici bianche alle finestre continue. Il possente portale interamente rivestito in marmo bianco conferisce all'insieme una qualificante veste formale. L'edificio-portineria, dismesso dalla sua originaria funzione, utilizzato anche come BIC, attualmente ospita la sede della società "in house" Sviluppo Toscana.